# Мачуха (річка)
Мачуха (Мацоха) — річка в Україні, у межах Гайсинського району Вінницької області. Права притока Собу (басейн Південного Бугу). Тече через села Шура-Мітлинецька, Карбівка та селище Млинки. Впадає у Соб за 24 км від гирла. Довжина — 6,5 км.